# Акация сенегальская
Акация сенегальская (лат. Acacia senegal) — растение семейства Бобовые (Fabaceae), вид рода Акация, произрастающее в Северной и Тропической Африке, на Аравийском полуострове и в Индии, и культивируемое в пределах своего ареала.

## Распространение и экология
Произрастает в тропической Африке на территории Мозамбика, Замбии, Сомали, Судана, Эфиопии, Кении и Танзании. Культивируется в Индии, Нигерии и Пакистане.
Встречается на сухих каменистых холмах, в низменных сухих саваннах и в засушливых районах с уровнем осадков (250—360 мм). Выносливый вид, способный выжить в крайне неблагоприятных условиях жарких пустынь, предпочитает низкий уровень осадков, не переносит холода. Расселено от теплых умеренных районов через субтропические области до тропических засушливых лесных зон. Предпочитает среднегодовую температура 16,2—27,8 °C (среднее значение  23,8 °C) и рН 5,0—7,7 (со средним значением 6,4), или даже при рН 7,4—8,2.

## Ботаническое описание
Невысокое дерево или крупный кустарник высотой 5—6 м. Молодые ветви снабжены тройными загнутыми крючками вниз колючками.
Листья очередные дважды перистосложные.
Цветки белые или желотватые, собранные в колосовидные соцветия.

## Сырьё
Сырьём является камедь, называемая гуммиарабиком, образующаяся в коре близ камбия. Она собирается из естественных трещин или искусственных надрезов в стволах. В естественных условиях камедь выступает, когда после продолжительных дождей сразу же наступает засуха и дуют сильные пустынные ветры, в результате чего кора деревьев даёт трещины. Собранный гуммиарабик белят на солнце и сортируют по окраске и величине кусков. Высшие сорта камеди представляют собой желтоватые хрупкие крупные, почти шарообразные куски. Худшие сорта неровные, содержат загрязнения и сильнее окрашены.

## Использование
Порошок гуммиарабика служит эмульгатором при приготовлении масляных эмульсий. Раствор камеди в воде применяется в качестве обволакивающего средства внутрь и в клизмах.
В листьях и в коре акации сенегальской содержится DMT (диметилтриптамин) и NMT (N-метилтриптамин).

## Таксономия
Acacia senegal (L.) Willd., Species Plantarum. Editio quarta 4(2): 1077 Архивная копия от 7 мая 2019 на Wayback Machine. 1806.

### Синонимы
- Acacia circummarginata Chiov.
- Acacia cufodontii Chiov.
- Acacia oxyosprion Chiov.
- Acacia rupestris Boiss.
- Acacia spinosa Marloth & Engl.
- Acacia verek Guill. & Perr.
- Acacia volkii Suess.
- Mimosa senegal L.
- Senegalia senegal (L.) Britton

### Разновидности
В рамках вида выделяют ряд разновидностей:
- Acacia senegal var. leiorhachis Brenan
- Acacia senegal var. rostrata Brenan
- Acacia senegal var. samoryana (A.Chev.) Roberty
- Acacia senegal subsp. trispinosa (Stokes) Roberty

### Классификация
Вид Акация сенегальская входит в род Акация (Acacia) трибы Acacieae подсемейства Мимозовые (Mimosoideae) семейства Бобовые (Fabaceae) порядка Бобовоцветные (Fabales).
|  |                                      |  |                                                             |                                                             |                   |  | ещё 3 семейства (согласно Системе APG II) | ещё 3 семейства (согласно Системе APG II)    |                                              |  |  |  | ещё около 80 родов   | ещё около 80 родов      |  |  |
|  |                                      |  |                                                             |                                                             |                   |  | ещё 3 семейства (согласно Системе APG II) | ещё 3 семейства (согласно Системе APG II)    |                                              |  |  |  | ещё около 80 родов   | ещё около 80 родов      |  |  |
|  |                                      |  |                                                             | порядок Бобовоцветные                                       |                   |  |                                           |                                              | подсемейство Мимозовые                       |  |  |  |                      | вид Акация сенегальская |  |  |
|  |                                      |  |                                                             | порядок Бобовоцветные                                       |                   |  |                                           |                                              | подсемейство Мимозовые                       |  |  |  |                      | вид Акация сенегальская |  |  |
|  | отдел Цветковые, или Покрытосеменные |  |                                                             |                                                             | семейство Бобовые |  |                                           |                                              | род Акация                                   |  |  |  |                      |                         |  |  |
|  | отдел Цветковые, или Покрытосеменные |  |                                                             |                                                             |                   |  |                                           |                                              |                                              |  |  |  |                      |                         |  |  |
|  |                                      |  | ещё 44 порядка цветковых растений (согласно Системе APG II) | ещё 44 порядка цветковых растений (согласно Системе APG II) |                   |  |                                           | ещё 2 подсемейства (согласно Системе APG II) | ещё 2 подсемейства (согласно Системе APG II) |  |  |  | ещё около 1300 видов |                         |  |  |
|  |                                      |  |                                                             | ещё 44 порядка цветковых растений (согласно Системе APG II) |                   |  |                                           |                                              | ещё 2 подсемейства (согласно Системе APG II) |  |  |  |                      |                         |  |  |